# Prise d'armes
La prise d'armes est un rassemblement d'hommes armés pouvant intervenir dans différentes contextes.

## Cérémonial militaire
C'est le rassemblement de militaires portant leurs armes individuelles qui intervient sur l'ordre de l'autorité compétente et se déroule suivant un protocole solennel et déterminé à l'avance. La prise d'armes, essentiellement statique, peut se prolonger par un défilé militaire, une parade. Elle se déroule dans une emprise militaire lorsqu'elle est destinée à la reconnaissance d'un nouveau chef de corps ou à la remise d'une décoration à des militaires.
Lorsque la prise d'armes a pour objet de commémorer un événement historique ou d'honorer une personnalité, elle se déroule sur la voie publique ou dans une enceinte civile ou militaire prestigieuse. 
Bien entendu, chaque pays a des règles différentes pour ces cérémonies où le rôle des armées de terre, de mer ou de l'air est déterminant. Le public est généralement admis à y assister.

## Prise d'armes par des civils
C'est un rassemblement concerté, voire complot, et durable d'hommes armés mais non militaires de profession en vue de modifier par force ouverte un état de choses, de bouleverser l'ordre constitutionnel ou de faire pression sur une autorité locale. Comme fait politique les prises d'armes interviennent en période de très vives tensions sociales ou quand l'État apparaît faible ou illégitime. Voir soulèvement.
Pour la prise d'armes inaugurant les Guerres de religion voir Bataille de Dreux (1562). En 1650 il y eut prise d'armes de la noblesse à la suite de l'arrestation du Prince de Condé .
La prise d'armes est généralement pré-organisée ou du moins suit un mot d'ordre et a des chefs identifiables. Pour un évènement contemporain (1975) voir Aléria.